# 寺尾友美
寺尾 友美（てらお ゆみ、1973年1月23日 - ）は、日本の元アイドル歌手。本名は寺尾 由美（旧姓、読みは同じ）。宮崎県生まれ、埼玉県育ち。血液型はA型。

## 来歴
生まれは宮崎県であるが、父がいわゆる転勤族であったため幼少期より転居が多かった。幼稚園入園前に鹿児島県、幼稚園児の時に埼玉県越谷市、小学1年生の時に名古屋市、小学3年生の時に相模原市へ移り、中学1年生の3学期から再び越谷市に戻る。埼玉県立越ヶ谷高等学校卒業。
1988年の夏、友達と出かけた原宿のラフォーレ原宿前でフロム・サイドプロモーション勤務のマネージャーにスカウトされる。1989年3月に雑誌『Up to Boy』のモデルとしてデビュー。
1990年4月25日、『Touch Me』で歌手デビュー。高校生時代は、地元・越谷から東武伊勢崎線などを利用して仕事先に通っていた。
アイドル歌手時代の公式プロフィールは、身長・157cm、スリーサイズはB84・W57・H86。あどけなさの残る童顔に対し、グラマラスなプロポーションのギャップはデビュー当初から注目され、グラビアアイドルとしても活躍していた。
1994年頃から芸能活動を縮小。1995年に週刊誌のコラム連載を持つが短期間で終了した。その後、1歳年上のミュージシャンと結婚。東京近郊で夫のライブがある時には寺尾も度々顔を見せていた。結婚を機に芸能界から引退した。しかし、二児を設けるも2018年に離婚した。

## 人物
きょうだいは姉が1人いる。姉の影響でニュー・キッズ・オン・ザ・ブロックのファンになり、洋楽好きになったことがある。芸能界引退後、美容セラピストとしてサロンを経営。

## エピソード
小学3年生から高校卒業時までバスケットボール部に所属しており、部活動で培われた基礎体力には自信があるという。
言い間違いや言葉足らずな一面もあり「高校卒業後に女の子は加速したように色っぽくなる」といった趣旨の雑談の中で寺尾は「好きな人でないと付き合ったりしない」と交際について発言しようとしたところを「好きな人でないとしない」と発言してしまい、性交渉を連想させる誤解を招いた。そこから「加速→ターボ」と連想されて『ターボ寺尾』とあだ名をつけられたこともある。

## 主な出演

### テレビ番組
- 東京イエローページ（TBS）
- ますこっとたわー（TBS）
- MOGITATE!バナナ大使（TBS）
- 突然バラエティー速報!!COUNT DOWN100（TBS）
- うるとら7:00（日本テレビ）
- 歌謡びんびんハウス（1991年4月 - 1992年3月、テレビ朝日）
- Nettaiya ACADEMY『マスカットリップス』（1989年、テレビ朝日）
- 映画みたいな恋したい「プリティ・イン・ピンク」（1992年10月31日、テレビ東京）
- 音楽壱番館（テレビ東京）
- 第28回新春かくし芸大会（1991年、フジテレビ）
- ゲーム王（朝日放送）
- おはよう朝日です（1990年、朝日放送）
- 大学対抗ザ・寿GAME（1990年、KBS京都）

### ラジオ番組
- 超学生ハビタ となりのハチャメちゃん（文化放送）
- 伊集院光のOh!デカナイト（ニッポン放送） - 金曜レギュラー
- 青春コール東京ハラギャーテーズ（ニッポン放送）
- CREATIVE COMPANY 冨田和音株式会社（CBCラジオ）
- FMヤングスタジオ（1990年10月 - 1990年12月、JFNラジオ） - 水曜レギュラー

### 舞台
- ヒロインは彼女の笑顔を消耗する

### ミュージカル
- ピーターパン（1992年） - ウェンディ 役

### オリジナルビデオ他
- ダンドリくん「愛とか誠とか」 - アキコ 役
- カルロス（1992年） - トモミ 役
- 校内写生 認定実写版「制服密売香港事情」（1993年）
- 横浜ばっくれ隊 夏の湘南純愛篇（1994年） - ひとみ 役
- VINBOVOL.20
- NIPPONアイドル探偵団　Vol.6

### CM
- アイシン・エィ・ダブリュ
- ロート製薬「メンソレータム薬用キャンパスリップ」
- 第一不動産「夢立地」
- 電源開発
- 日糧製パン「チーズ蒸しパン」

### その他
- UP to boy - ミス・アップ・グランプリ
- ベルマーレ平塚 - ベルマーレクィーン

## 作品

### 音楽

#### シングル
1. Touch Me（1990年4月25日、バップ）※アイシン・エィ・ダブリュCMソング
（c/w）ふりむきたくて
2. わからない（1990年7月21日、バップ）
（c/w）ジグザグの恋（『美味しんぼ』「下町の温もり」挿入歌）
3. キミの夢の味方（1991年5月21日、バップ）
（c/w）パンプスは似合わない
4. 神様がくれたLonely Heart（1991年10月21日、バップ）
（c/w）微笑みをたばねて
5. 好きだったのに（1992年10月21日、Continental）
（c/w）メリー・メリークリスマス

#### アルバム

##### オリジナル・アルバム
1. CUE-T（1991年7月21日、バップ）
2. ギグルス（1991年12月5日、バップ）
3. ずっと逢いたかった（1992年12月1日、Continental）

##### 企画アルバム
- テラオサウルス/ファミコン通信プレゼンツ（1994年5月21日、Continental）
- 同級生2（1995年、NECアベニュー）

### 写真集
- Legon Dancer（1991年7月10日）

発行・ワニブックス
撮影・井ノ元浩二
- WARNING（1992年5月31日）

発行・学研
撮影・大山文彦
- MORNG GLORY（1992年11月11日）

発行・スコラ
撮影・渡辺達生
- HORIZON（1993年8月25日）

発行・英知出版
撮影・井ノ元浩二

### CD-ROM写真集
- 寺尾友美写真館

発行・INNER BRAIN
撮影・渡辺達生

### PHOTO CD
- 触れて、モノローグ - Touch my colors

発行・NEC 842-5002

### ビデオ
- Pich Pachi[7]（1992年6月15日）

発行・大陸書房 IV-1107
- 好きだったのに

発行・テイチク TEVA-28025（ミュージック・ビデオ）
収録曲・『好きだったのに』/『メリーメリークリスマス』
- FACES

発行・ポニーキャニオン
- レーザーディスク(PCLP-00483)としても発売されていた。

- Beppin VOLUME 34

発行・英知出版 BEV88
- PURE（ときめきアイドル白書⑥）

発行・英知出版

### DVD
- Legend Gold Pichi Pachi 寺尾友美[7]（2010年7月16日）

販売元:日本メディアサプライ
ASIN: B003P7NQYM
※イメージビデオ「PichiPachi」及び写真集「WARNING」撮影時に同時制作されたビデオを再編集した作品。

## 雑誌連載
- 週刊宝石（1995年頃にコラムを連載）